# Pardachirus
Genre
Pardachirus est un genre de poissons plats de la famille des Soleidae (les « soles »).

## Liste d'espèces
Selon World Register of Marine Species (23 janvier 2025) :
- Pardachirus balius Randall & Mee, 1994
- Pardachirus hedleyi Ogilby, 1916
- Pardachirus marmoratus (Lacepède, 1802)
- Pardachirus morrowi (Chabanaud, 1954)
- Pardachirus pavoninus (Lacepède, 1802)
- Pardachirus poropterus (Bleeker, 1851)
- Pardachirus rautheri (Chabanaud, 1931)

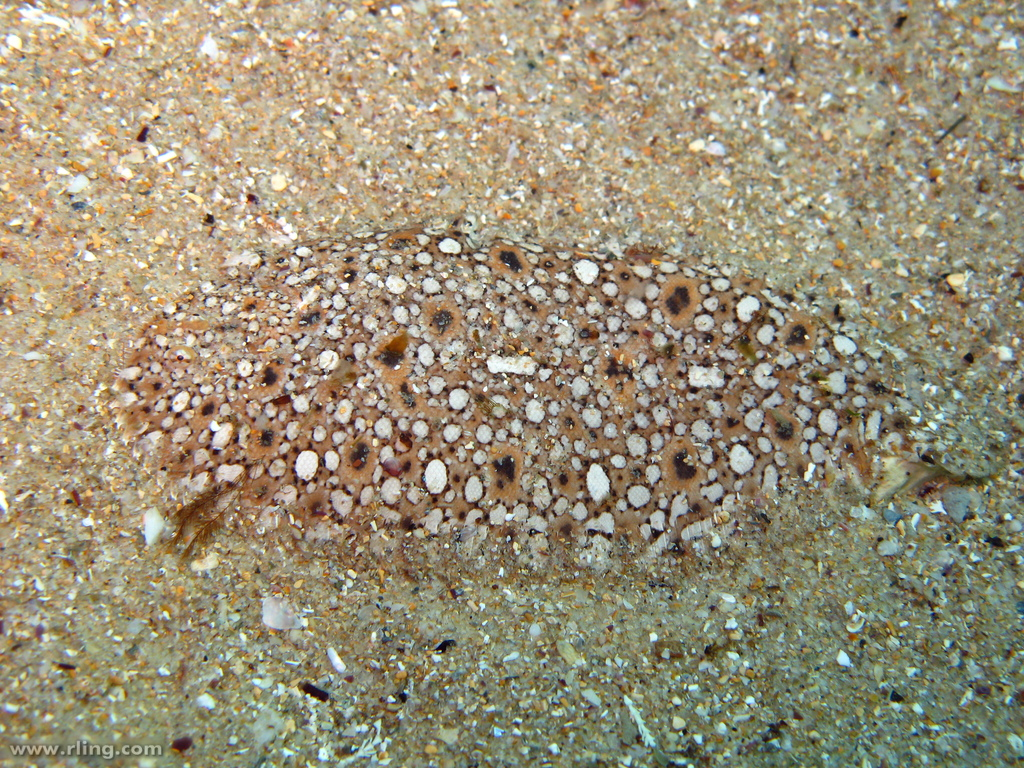
Pardachirus hedleyi
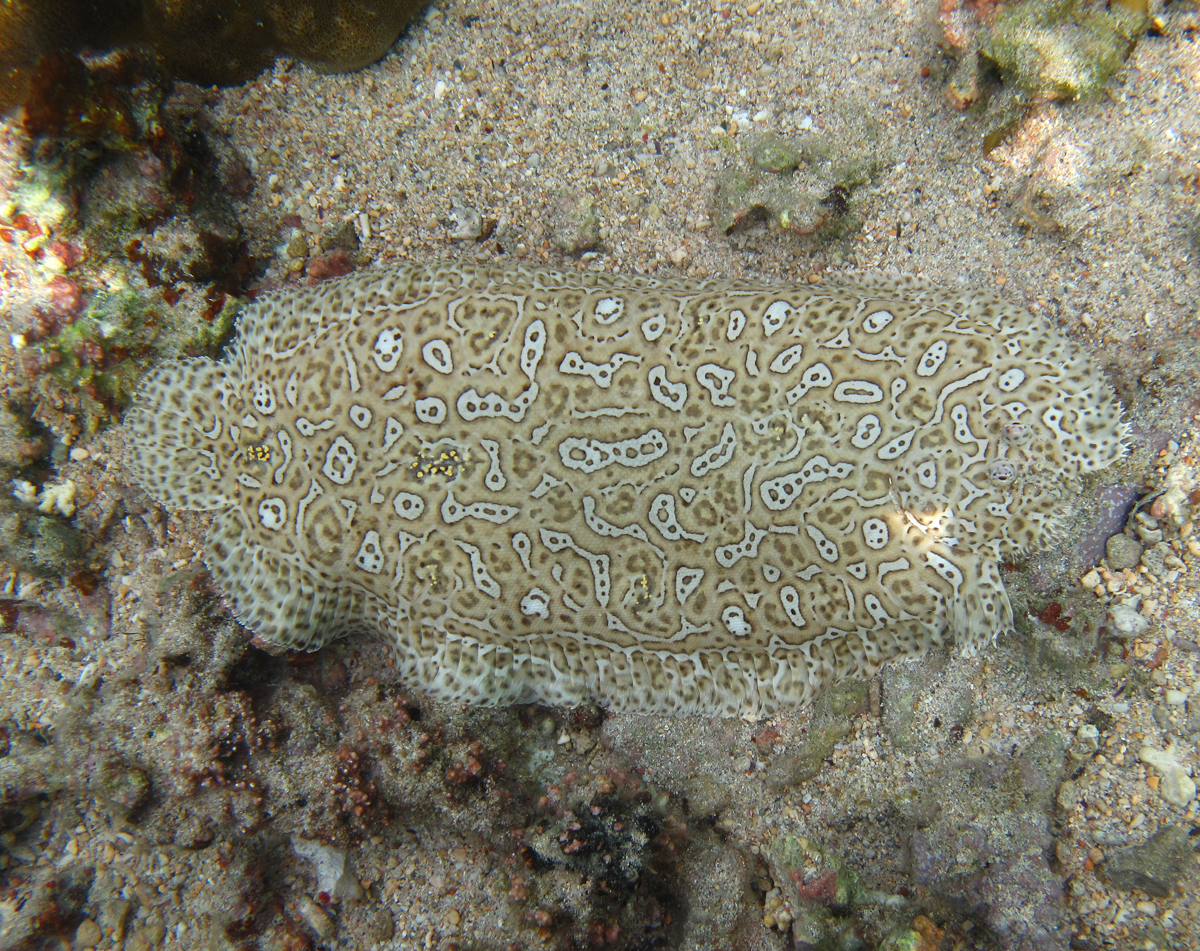
Pardachirus marmoratus
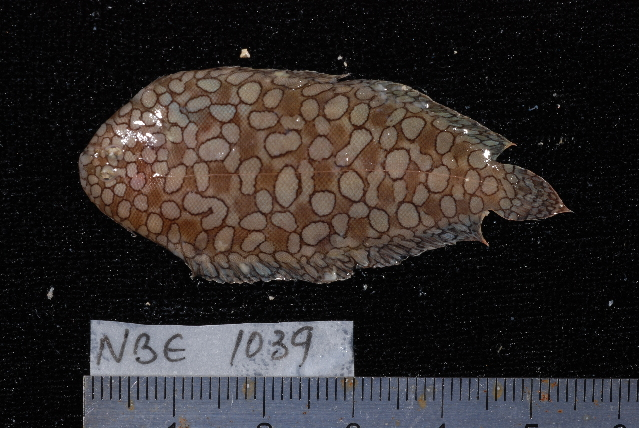
Pardachirus morrowi
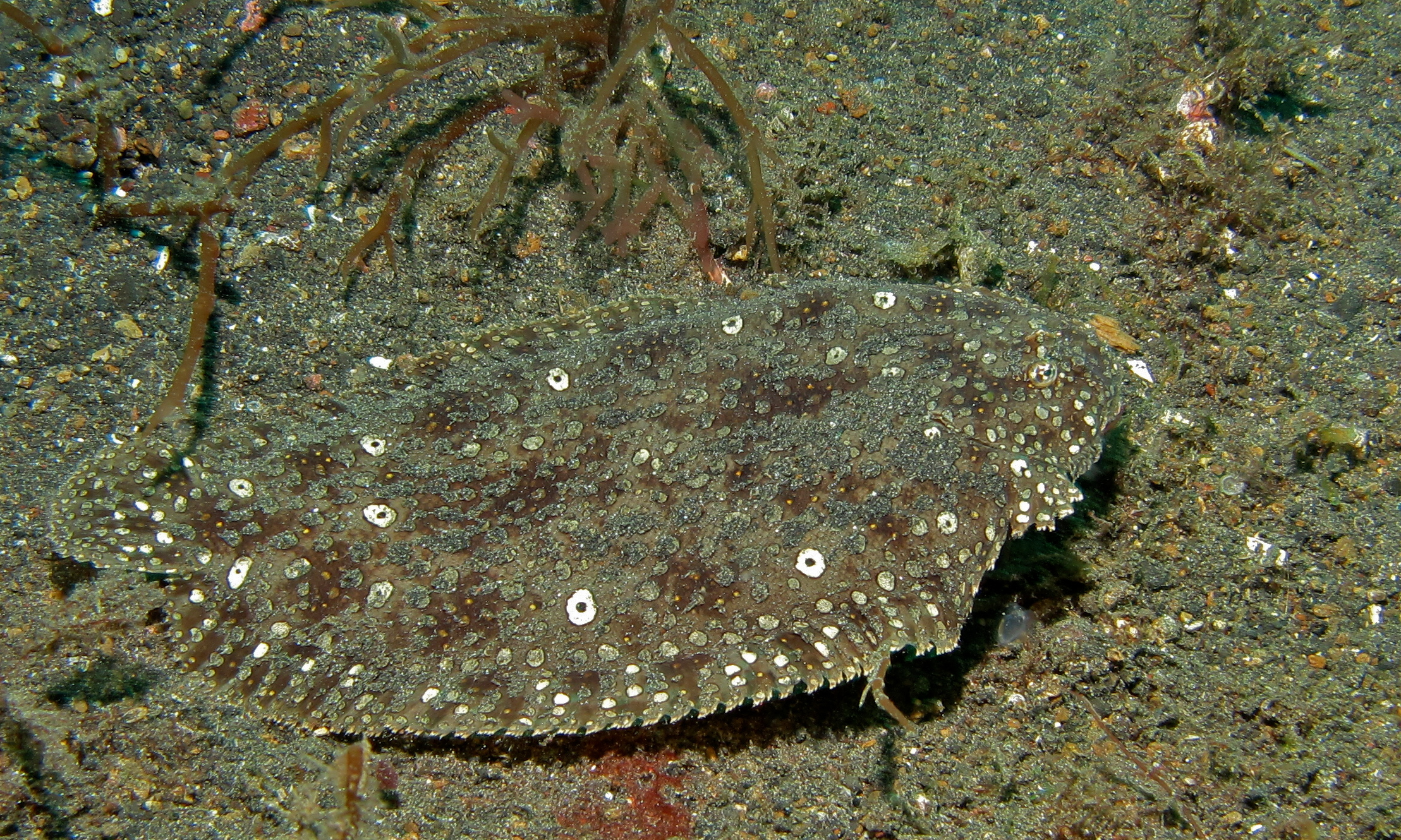
Pardachirus pavoninus